# Giết chỉ huy đội kỵ sỹ
Giết chỉ huy đội kỵ sỹ (Tựa tiếng Nhật: 騎士団長殺し) là tiểu thuyết ra mắt năm 2017 của tác giả người Nhật Bản Haruki Murakami. Tiểu thuyết được phát hành lần đầu dưới dạng 2 phần riêng biệt gồm –Ý tưởng xuất hiện (顕れるイデア編, Arawareru idea hen) và Ẩn dụ dịch chuyển (遷ろうメタファー編, Utsurou metafā hen) bởi đơn vị phát hành Shinchosha tại Nhật Bản ngày 24 tháng 02 năm 2017. Bản dịch tiếng Anh do Philip Gabriel và Ted Goossen được phát hành dưới dạng một cuốn tiểu thuyết hoàn chỉnh dài 704 trang vào ngày 9 tháng 10 năm 2018 bởi đơn vị phát hành Alfred A. Knopf tại Hoa Kỳ và Harvill Secker tại Anh Quốc.
Bên phát hành sách cho biết 1.3 triệu bản in được lên kế hoạch cho lần in đầu tiên tại Nhật.

## Sơ lược cốt truyện
Nhân vật chính tên "tôi", làm họa sĩ chân dung. Anh rời khỏi nhà sau khi ly dị vợ và quyết định sống tại xưởng vẽ của một người bạn của bố anh ta, một họa sỹ truyền thống Nhật Bản. Tại đây, anh phát hiện ra một bức tranh kỳ lạ vẽ lại một cảnh trong vở opera Don Giovanni. Một ngày kia, "tôi" nghe được một tiếng chuông huyền bí. Một người hàng xóm giàu có tên Wataru Menshiki giúp "tôi" tìm ra chiếc chuông trong một hang đá ở khu rừng sau xưởng vẽ. Từ đó một chuỗi các sự kiện bí ẩn bắt đầu.

## Kiểm duyệt
Tại Hong Kong, tiểu thuyết được đưa vào "diện II - không đứng đắn" bởi Toà án Hàng hóa Nhạy cảm Hong Kong. Theo như phân loại này, nhà phát hành không được phổ biến quyển sách đến người dưới 18 tuổi, và bao bì phải được bao kín với cảnh báo nội dung ở cả mặt trước và sau. Các thư viện công không được cho người dưới 18 tuổi mựon sách này. Do đó, quyển sách không thể tham gia Hội Sách Hong Kong.
Công chúng Hong Kong đã phản ứng bằng một bản kiến nghị, được tạo bằng Google Forms và đăng trên Facebook bởi nhóm "The HK House of Literature", đồng kiến nghị bởi 24 nhóm khác nhau. Bản kiến nghị tuyên bố rằng quyết định kiểm duyệt sẽ "mang lại sự xấu hổ cho người dân Hồng Kông" và cảnh báo rằng nó có thể làm tổn hại đến vị thế quốc tế của ngành xuất bản và văn hóa của thành phố. Đến ngày 26 tháng 7 năm 2018, bản kiến nghị đã nhận được 2.100 chữ ký.

## Tiếp nhận chuyên môn
Trang web tổng hợp đánh giá Book Marks báo cáo rằng 36% nhà phê bình đánh giá cao cuốn sách, trong khi 14% có ý kiến chê bai. 50% các nhà phê bình lưỡng lự khi cho đánh giá "tích cực" (27%) hoặc trái chiều (23%), dựa trên một tập hợp mẫu 22 bài đánh giá.
Trang Kirkus Reviews miêu tả về quyển sách "rất kỳ quaí - và lôi cuốn một các dễ chịu, kể cả khi nó khá ôm đồm" và đưa cuốn sách vào danh sách "Giả tưởng xuất sắc năm 2018".
Bradley Babendir từ trang The A.V. Club chỉ trích cuốn sách thiếu "năng lượng đặc biệt" mà những tác phẩm đầy ấn tượng khác của Murakami đã thể hiện và "nỗ lực khám phá dòng chảy nghệ thuật, thật không may, thiếu một cái nhìn sâu sắc.
Hari Kunzru của tờ The New York Times nhận thấy câu chuyện đã đưa ra "những điều bí ẩn đầy hứa hẹn", nhưng có "cảm giác như là tác giả đã quăng rất nhiều ý tưởng vào một bức tường với hy vọng rằng sẽ có cái gì đó dính lên tường". Cuối cùng thì ông gọi Killing Commendatore là "con quái vật mặc đồ lố size " và là "sự thất vọng từ một nhà văn đã tạo ra nhiều tác phẩm hay hơn."
Randy Rosenthal đã ca ngợi cuốn sách trong bài đánh giá viết cho tạp chí LARB: "Bằng cách viết về phép ẩn dụ và ý tưởng, bằng cách ngầm báo hiệu và tạo hình một người đàn ông cao hai mét, bằng cách để những khao khát của người khác xâm phạm vào những kế hoạch đơn giản nhất và nhiều thứ khác, Murakami đang nhắc nhở chúng ta rằng thế giới mê hoặc hơn chúng ta tưởng".